# Dicranomyia cervina
Dicranomyia cervina är en tvåvingeart som beskrevs av Doane 1908. Dicranomyia cervina ingår i släktet Dicranomyia och familjen småharkrankar. Inga underarter finns listade i Catalogue of Life.